# Culture dans le Gers
La culture du Gers est avant tout liée à son agriculture. Cette région a une réputation de pays de cocagne. Les mets de choix que sont le foie gras et l'armagnac en sont les fleurons. La gastronomie n'est cependant pas la seule caractéristique du savoir-vivre gersois. Ainsi, sa ruralité prégnante influe le mode de vie. De très nombreux retraités élisent domicile dans ce département réputé pour ses champignonnades.

## Gastronomie
Parmi les vignobles importants du Gers, trois vins rouges corsés à base de Tannat, le côtes de Saint-Mont (presque exclusivement gersois), le madiran et le tursan, qui se trouve en partie sur le territoire des Landes. Parmi les vins blancs, le vin blanc exceptionnel sec ou moelleux appelé pacherenc du Vic-Bilh qui présente parfois un arôme fraise notable, et le Tariquet.

## Festivals

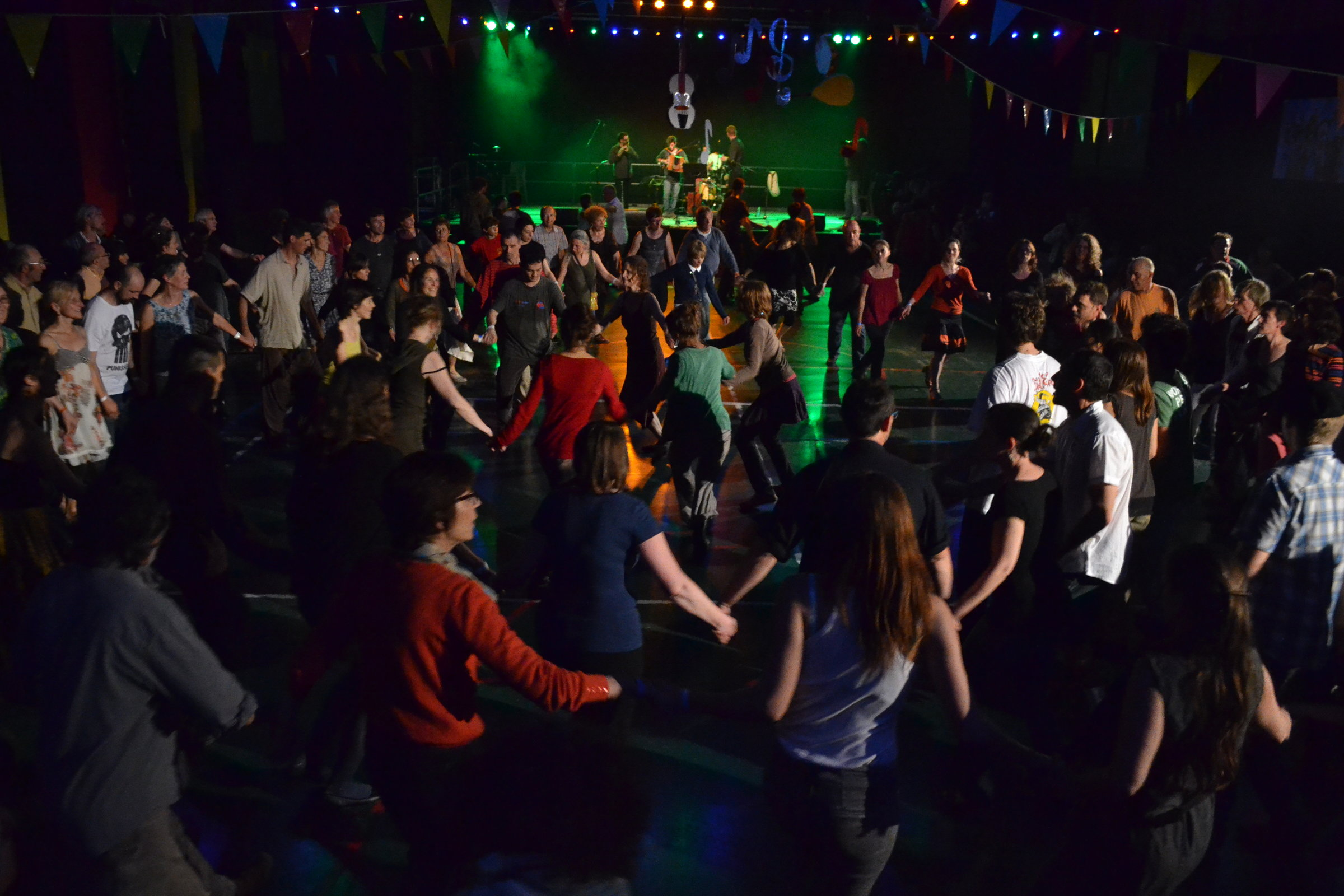
Festival Trad'envie 2015

Le Gers est un des ambassadeurs des festivals d'été du Sud de la France. Marciac et son festival de jazz (Jazz in Marciac ou JIM pour les intimes) ont une aura internationale auprès des aficionados. Le festival de country music de Mirande, le deuxième weekend de juillet, attire les plus grandes stars américaines. Tempo Latino (à  Vic Fezensac) révèle le caractère festif et latin des Gersois comme les ferias et la passion pour le rugby à XV. Le festival des Nuits Musicales en Armagnac, créé en 1968, est quant à lui le principal événement de musique classique du département, ainsi que le doyen des festivals gersois. Enfin, le festival A corps et à travers à Mirande, par l'originalité de sa programmation (rencontres des arts de la scène et des arts plastiques) s'affirme comme un rendez-vous culturel de haut niveau. La ville d'Auch reste néanmoins le pôle culturel de ce département peu dense.
La latinité gersoise jaillit dans sa langue gasconne qui n'est plus pratiquée couramment. Elle tend cependant à renaître de ses cendres (festival Trad'Envie, Compagnie Lubat,...). Il faut également mentionner le legs des vagues d'immigration italienne et surtout espagnole (exode à la suite de la Guerre civile espagnole) qui ont laissé çà et là des quartiers appelés « camps » (camps de réfugiés) dans les villages gersois.
D'un autre point de vue, le Gers est riche, culturellement, de nombreuses manifestations telles l' Été photographique de Lectoure, les expositions annuelles de l'abbaye de Flaran, et la collection permanente d'œuvres de Jean-Paul Marcheschi au château de Plieux. Ce dernier lieu, acquis en 1992 par l'écrivain Renaud Camus, a accueilli, au cours des années 1990, de nombreuses expositions temporaires consacrées à des artistes de premier plan, tels Josef Albers ou Christian Boltanski. Ajoutons qu'il se tient depuis 1991 le Festival d'astronomie de Fleurance initié par Michel Cassé.

## Patrimoine
Du point de vue du patrimoine, les stalles sculptées de la cathédrale d'Auch sont remarquables. Le musée Eugène Camoreyt de Lectoure offre la plus importante collection d'autels tauroboliques du monde.
Le village de Goutz près de Fleurance possède encore les vestiges du château des Goths, château de protection du palais visigothique de Toulouse au IVe siècle devenu en 1270 le château des commandeurs hospitaliers de l'ordre de Malte.

## Course landaise
La course landaise, comme son nom l'indique, se pratique dans tout le département voisin des Landes, mais également dans la moitié ouest du Gers. Sport et tradition tauromachique appartenant au patrimoine culturel gascon, c'est aujourd'hui encore un événement important des fêtes de villages, cependant contesté.